# Парламентские выборы в Израиле (1996)
Парламентские выборы в Израиле 1996 года состоялись 29 мая и стали четырнадцатыми в истории Израиля. На них были избраны 120 членов Кнессета 14 созыва. Явка избирателей составила 79,3 %. Одновременно состоялись выборы премьер-министра Израиля: впервые в истории страны глава правительства был избран не депутатами Кнессета, а отдельным голосованием граждан.
Выборы премьер-министра привели к неожиданной победе Биньямина Нетаньяху с перевесом в 29 457 голосов, что составляет менее 1 % от общего числа поданных голосов и значительно меньше числа испорченных голосов. Это произошло после того, как первоначальные экзитполы предсказывали победу действующего премьер-министра Шимона Переса, породив выражение «заснул с Пересом, проснулся с Нетаньяху».
В то же время, несмотря на победу на выборах премьер-министра, партия Нетаньяху Ликуд, выступая в союзе с партиями Гешер и Цомет, проиграла выборы в Кнессет партии Переса Авода, получив всего 32 места против 34. Хотя Перес проиграл выборы премьер-министра — это было его четвёртое и последнее поражение на посту лидера партии, — Авода стала крупнейшей партией в Кнессете, получив на два места больше, чем альянс Ликуд—Гешер—Цомет.
Предвыборная кампания проходила в сложных условиях, на фоне продолжающегося конфликт в Южном Ливане (1985–2000), последствий убийства премьер-министра Ицхака Рабина правым экстремистом в ноябре 1995, палестинской террористической кампании (февраль—март 1996) и непрекращающихся массовых обстрелов территории Израиля неуправляемыми реактивными снарядами боевиками «Хезболлы», которые привели к ответной операции «Гроздья гнева» в апреле 1996.

## Предыстория

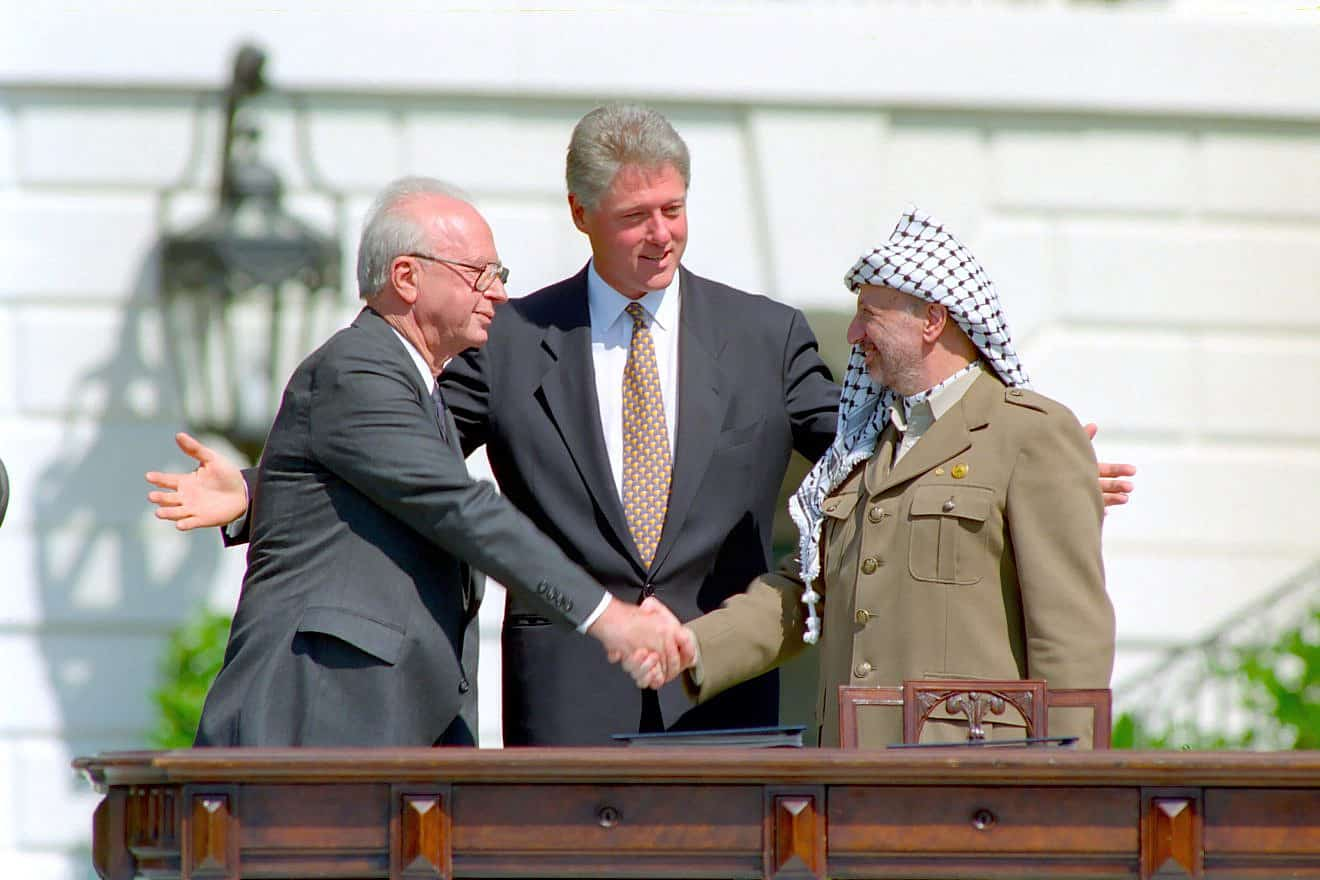
Ицхак Рабин, Билл Клинтон и Ясир Арафат во время подписания Соглашения «Осло» 13 сентября 1993 года.

13 сентября 1993 года Израиль и Организация освобождения Палестины (ООП) при посредничестве США подписали в Вашингтоне Соглашения «Осло». В этих соглашениях были определены цели, связанные с передачей контроля над палестинскими территориями от Израиля временной палестинской администрации в качестве прелюдии к окончательному договору о создании палестинского государства.
25 июля 1994 года Иордания и Израиль подписали Вашингтонскую декларацию, которая официально положила конец состоянию войны, существовавшему между ними с 1948 года, а 26 октября в присутствии президента США Билла Клинтона был подписан мирный договор между Израилем и Иорданией.
28 сентября 1995 года в Вашингтоне премьер-министр Израиля Ицхак Рабин и председатель ООП Ясир Арафат подписали израильско-палестинское Временное соглашение по Западному берегу реки Иордан и сектору Газа. Соглашение позволило руководству ООП вернуться в Палестину, а палестинцам была предоставлена автономия с последующими переговорами об окончательном статусе. Взамен палестинцы пообещали воздержаться от применения террора и изменить Палестинскую хартию 1968 года, которая призывала к изгнанию всех евреев, эмигрировавших после 1917 года, и уничтожению Израиля.
4 ноября 1995 года, после митинга в поддержку соглашений «Осло», состоявшегося в центре Тель-Авива, был убит премьер-министр Рабин. Убийца, Игаль Амир, праворадикальный еврей, был студентом юридического факультета Университета Бар-Илан, который фанатично выступал против мирных инициатив премьер-министра, в частности, подписания соглашений в Осло. Убийство Рабина стало шоком для израильской общественности. На похоронах Рабина в Иерусалиме присутствовало около 80 глав государств. После убийства Рабина 4 ноября 1995 года Шимон Перес занял пост премьер-министра и 22 ноября 1995 года сформировал новое правительство. Его коалиция была той же, что и прежде: Авода, Мерец и Йиуд. В 1996 году Перес назначил досрочные выборы, чтобы получить мандат на продолжение мирного процесса.

### Партии
В течение срока полномочий Кнессета 12-го созыва продолжался процесс партийного строительства. Два депутата Кнессета, Авигдор Кахалани и Эмануэль Зисман, недовольные готовностью правительства заключить мир с Сирией и уступить Голанские высоты, покинули партию Авода, чтобы основать свою партию «Третий путь», также партию покинула Нава Арад. Ликуд покинули два депутата Кнессета, чтобы основать партию Гешер, и Эфраим Гур, решивший возродить свою партию под новым названием «Единство в защиту новых иммигрантов». Три депутата Кнессета покинули Цомет, чтобы основать партию Йиуд; один из них затем покинул новую партию, чтобы основать свою партию — Атид. Йосеф Азран покинул ШАС. Партию Моледет покинули два депутата Кнессета: Шауль Гутман, создавший партию Ямин Исраэль, и Йосеф Ба-Гад, организовавший партию Морешет Авот («Наследие отцов»). Блок Яхадут ха-Тора раскололся на Агудат Исраэль (два места) и Дегель хаТора (два места), но к выборам был воссоздан.
Партии Тхия, на выборах 1992 года не сумевшая пройти в Кнессет после повышения проходного барьера (изменение, которое оно поддержало), распалась, а Геула Коэн, стоявшая у истоков партии, вступила в Ликуд.
В предверии выборов 1996 года была образована партия Исраэль ба-Алия, представлявшая интересы репатриантов (преимущественно из стран бывшего СССР), во главе с советским диссидентом-отказником Натаном Щаранским.
Произошли значительные изменения среди арабских политических партий. В 1995 году группой молодых израильских арабских интеллектуалов, возглавляемой философом и писателем Азми Бишара, была основана парти Национальный демократический альянс (Балад) (требуется подписка). На выборы 1996 года Балад пошёл совместно с левой несионистской партией Хадаш. Перед выборами 1996 года партия была сформирована ещё одна партия израильских арабов — Объединённый арабский список (РААМ), которая не имела никакого отношения к партии с похожим названием — Объединённый арабский список, существовавшей в конце 1970-х — начале 1980-х годов. На выборах она выступила блоком с Демократической арабской партией (МАДА) и с несколькими члемами Израильского исламского движения.

## Предвыборная кампания
Заняв пост Ицхака Рабина после его убийства, Перес решил назначить досрочные выборы, надеясь получить от общества мандат правительству на продвижение мирного процесса.
Во время предвыборной кампании президент США Билл Клинтон пытался повлиять на результаты выборов в пользу Переса, заявляя, что «я старался сделать это таким образом, чтобы не вмешиваться открыто», поскольку Перес «больше поддерживал мирный процесс».
В кампании Нетаньяху участвовал австралийский горнодобывающий магнат и ортодоксальный раввин Джозеф Гутник, профинансировав скандальную кампанию «Биби — благо для евреев».
Тем не менее, в начале 1996 года Авода и Перес уверенно лидировали в опросах, опережая Ликуд и Нетаньяху на 20 %. Однако страна подверглась серии терактов с участием смертников, организованных ХАМАС, включая резню в иерусалимском автобусе и другие теракты в Ашкелоне и Дизенгоф-центре, в результате которых погибло 59 человек, что серьёзно подорвало шансы Переса на выборах. Опросы, проведённые в середине мая, показывали преимущество Переса всего на 4—6 %, а за два дня до выборов отрыв сократился до 2 %.
Несколько ведущих ультраортодоксальных раввинов, включая Элазара Шаха, призвали своих последователей голосовать за Нетаньяху, в то время как вдова Ицхака Рабина призвала израильтян голосовать за Переса, чтобы смерть её мужа «не была напрасной». Нетаньяху в свою очередь, предупредил избирателей, что победа Переса приведёт к разделу Иерусалима в рамках окончательного мирного соглашения с палестинцами.
Несмотря на национальную травму, вызванную убийством Рабина, и хотя многие в то время обвиняли лидеров израильских правых в подстрекательстве, предшествовавшем убийству, серия терактов, совершённых смертниками в Израиле, и провал военной операции «Гроздья гнева», приведшей к многочисленным жертвам среди мирного населения Ливана, повлияли существенное изменение позиции израильских избирателей, что в конечном итоге привело к тому, что в день выборов 50,5 % избирателей поддержали Нетаньяху. Значительное число израильских арабов бойкотировало выборы на фоне роста числа жертв среди ливанского населения, что стало преимуществом для Нетаньяху, поскольку подавляющее большинство арабов поддержало бы Переса, но в итоге отказалось голосовать. Кроме того, интенсивная предвыборная кампания, проводимая Нетаньяху, в отличие от кампании Переса, а также поддержка, которую Нетаньяху получил в последний момент от движения Хабад, определили исход выборов в пользу Нетаньяху.

## Результаты

### Выборы премьер-министра
Выборы премьер-министра Израиля 1996 года состоялись 29 мая и стали первыми в истории Израиля прямыми выборами главы Кабинета министров. Победителем неожиданно стал лидер правоцентристской партии Ликуд Биньямин Нетаньяху, впервые возглавив израильское правительство. Победа Нетаньяху во многом была обеспечена широкой поддержкой ультраортодоксальной общины, 91,2 % которjq проголосовала за его кандидатуру. Действующий премьер-министр Шимон Перес, лидер ранее правящей левоцентристской партии Авода, напротив, получил подавляющую поддержку арабской общины страны, в которой его поддержали 97,5 % при явке 77,1 %, что на 7 % выше, чем на выборах 1992 года.
|                                                     | Биньямин Нетаньяху                | Ликуд                             | 1 501 023 | 50,50 |  |  |  |
|                                                     | Шимон Перес                       | Авода                             | 1 471 566 | 49,50 |  |  |  |
|                                                     | Итого                             | Итого                             | 2 972 589 | 100   |  |  |  |
|                                                     |                                   |                                   |           |       |  |  |  |
|                                                     | Действительные голоса             | Действительные голоса             | 2 972 589 | 95,24 |  |  |  |
|                                                     | Недействительные голоса           | Недействительные голоса           | 148 681   | 4,76  |  |  |  |
|                                                     | Всего                             | Всего                             | 3 121 270 | 100   |  |  |  |
|                                                     | Избирателей зарегистрировано/Явка | Избирателей зарегистрировано/Явка | 3 933 250 | 79,36 |  |  |  |
| Источник: Официальный сайт Кнессета и Nohlen et al. |                                   |                                   |           |       |  |  |  |

### Парламентские выборы
Электоральный барьер — 1,5 %. Голоса на мандат — 24 779.
|                                                                   |                                           |                                       |           |        |         |       |       |  |
| Партия                                                            | Партия                                    | Лидер                                 | Голоса    | Голоса | Голоса  | Места | Места |  |
| Партия                                                            | Партия                                    | Лидер                                 | Голоса    | %      | ± п. п. | Места | ±     |  |
|                                                                   | Авода                                     | Шимон Перес                           | 818 741   | 26,83  | ▲ 7,82  | 34    | ▼ 10  |  |
|                                                                   | Ликуд—Гешер—Цомет                         | Биньямин Нетаньяху                    | 767 401   | 25,14  | ▼ 6,11  | 32    | ▼ 8   |  |
|                                                                   | ШАС                                       | Арье Дери                             | 259 796   | 8,51   | ▲ 3,57  | 10    | ▲ 4   |  |
|                                                                   | Национальная религиозная партия (НРП)     | Звулун Хаммер                         | 240 271   | 4,95   | ▲ 2,92  | 9     | ▲ 3   |  |
|                                                                   | Мерец                                     | Йоси Сарид                            | 226 275   | 9,58   | ▼ 2,17  | 9     | ▼ 3   |  |
|                                                                   | Исраэль ба-Алия                           | Натан Щаранский                       | 174 994   | 5,73   | новая   | 7     | ▲ 7   |  |
|                                                                   | Хадаш—Балад                               | Салем Салех—Азми Бишара               | 129 455   | 4,24   | новая   | 5     | ▲ 2   |  |
|                                                                   | Яхадут ха-Тора                            | Меир Поруш                            | 98 657    | 3,23   | ▼ 0,06  | 4     | ▬     |  |
|                                                                   | Третий путь                               | Авигдор Кахалани                      | 96 474    | 3,16   | новая   | 4     | ▲ 4   |  |
|                                                                   | МАДА—РААМ                                 | Абдулвахаб Даравше—Абдулмалик Дехамше | 89 514    | 2,93   | новая   | 4     | ▲ 2   |  |
|                                                                   | Моледет                                   | Рехаваам Зеэви                        | 72 002    | 2,36   | ▼ 0,02  | 2     | ▼ 1   |  |
| Электоральный барьер — 1,5 %                                      |                                           |                                       |           |        |         |       |       |  |
|                                                                   | Единство ради мира и иммиграции           | Эфраим Гур                            | 22 741    | 0,75   | новая   | 0     | ▬ 3   |  |
|                                                                   | Пенсионеры Израиля — в кнессет (Гиль)     | Нава Арад                             | 14 935    | 0,49   | новая   | 0     | ▬     |  |
|                                                                   | Прогрессивная конфедерация                |                                       | 13 983    | 0,46   | новая   | 0     | ▬     |  |
|                                                                   | Телем Эмуна                               | Йосеф Эзран                           | 12 737    | 0,42   | новая   | 0     | ▬     |  |
|                                                                   | Партия поселений                          |                                       | 5 533     | 0,18   | новая   | 0     | ▼ 1   |  |
|                                                                   | Ямин Исраэль                              | Шауль Гутман                          | 2 845     | 0,09   | новая   | 0     | ▬     |  |
|                                                                   | Пенсионеры, иммигранты и пожилые граждане | Абба Гефен                            | 8 327     | 0,32   | ▼ 0,41  | 0     | ▬     |  |
|                                                                   | РААШ                                      | Яаков Шлюссер                         | 2 338     | 0,08   | новая   | 0     | ▬     |  |
|                                                                   | Арабское движение за обновление (ТААЛ)    | Ахмед Тиби                            | 2 087     | 0,07   | новая   | 0     | ▬     |  |
|                                                                   | Рабочая партия (ДААМ)                     |                                       | 1 351     | 0,04   | новая   | 0     | ▬     |  |
|                                                                   | Итого                                     | Итого                                 | 3 052 130 | 100    |         | 120   | ▬     |  |
|                                                                   |                                           |                                       |           |        |         |       |       |  |
|                                                                   | Действительные голоса                     | Действительные голоса                 | 3 052 130 | 97,83  | ▼ 1,37  |       |       |  |
|                                                                   | Недействительные голоса                   | Недействительные голоса               | 67 702    | 0,80   | ▲ 1,37  |       |       |  |
|                                                                   | Всего                                     | Всего                                 | 3 119 832 | 100    |         |       |       |  |
|                                                                   | Избирателей зарегистрировано/Явка         | Избирателей зарегистрировано/Явка     | 3 933 250 | 79,32  | ▼ 1,94  |       |       |  |
| Источник: Официальный сайт Кнессета, CEC (Israel) и Nohlen et al. |                                           |                                       |           |        |         |       |       |  |

## Реакция
Израилетян
- Дэвид Гроссман, израильский писатель, сказал, что «избрание Нетаньяху показывает, что по крайней мере половина народа недостаточно зрела для мирного процесса», поскольку, хотя «они хотят мира», «они не готовы идти на необходимые для этого уступки»[19].
- Йосси Кляйн Халеви[англ.] из The Jerusalem Report[англ.], предостерёг Нетаньяху от реализации праворадикальной программы и попыток остановить мирный процесс, поскольку Израиль в то время был очень разобщён и поляризован, и большинство израильских избирателей всё ещё поддерживали мирный процесс[19].
- Майкл Лернер[англ.], редактор и издатель журнала Tikkun[англ.], предположил, что «[победа Нетаньяху на выборах] серьёзно подорвёт мирный процесс», и что, хотя Нетаньяху будет заявлять о своей поддержке мирный процесс, он будет «тонко подрывать его» всякий раз, когда у него появится такая возможность[19].
- Лея Рабин[англ.], вдова убитого премьер-министра Израиля Ицхака Рабина, заявила, что «очень трудно сказать, что будет в будущем», но она «думает, что Нетаньяху попытается [продолжить мирный процесс]», несмотря на возражения сторонников жесткой линии в своей партии[19].
- Надав Сафран[англ.], почётный профессор Гарвардского университета, заявил, что Нетаньяху придётся пережить гораздо более тяжёлые времена. Он также заявил, что его жёсткая позиция в переговорах с Сирией и палестинцами может привести к новому вооружённому конфликту с палестинцами, если Нетаньяху не проявит большей гибкости в своих позициях в дальнейшем[19].
- Эли Визель, известный писатель, переживший Холокост, заявил, что он «[не] думает, что [влияние выборов на мирный процесс] существенно изменится», поскольку «[Нетаньяху] уже заявил, что будет уважать достижения переговоров», и поскольку мирный процесс необратим. Он также отметил, что, хотя Нетаньяху и говорил жестко, Менахем Бегин за 20 лет до этого говорил так же, и Бегин в конечном итоге подписал мирный договор с Египтом через несколько лет после своего избрания[19].

В США
- Джеймс А. Бейкер III, государственный секретарь при президенте США Джордже Буше-старшем, был обеспокоен тем, что сторонники жесткой линии в коалиции Нетаньяху смогут командовать им и помешать ему продвигать мирный процесс, несмотря на то, что израильский народ хочет, чтобы мирный процесс продолжался[19].
- Уоррен Кристофер, государственный секретарь президента США Билла Клинтона, заявил, что «президент Клинтон и [он] рассчитывают на хорошие рабочие отношения с [Нетаньяху]», и что, по всей видимости, «г-н Нетаньяху привержен продолжению мирного процесса»[20].
- Президент США Билл Клинтон позвонил Нетаньяху и поздравил его с победой на выборах. Клинтон также призвал арабские страны не «предвзято судить» о новом правительстве Нетаньяху. Клинтон пригласила Нетаньяху посетить Белый дом, и в заявлении Белого дома «[Клинтон] подтвердила неизменную поддержку Соединённых Штатов народа Израиля в его стремлении к миру и безопасности». Белый дом решил расценить победу Нетаньяху на выборах как позитивный факт, несмотря на то, что Клинтон поддерживала на этих выборах его оппонента Шимона Переса[20].
- Боб Доул, кандидат в президенты от республиканцев в 1996 году, «сказал, что он может работать с [Нетаньяху]» и что он уверен, что «Нетаньяху „привержен миру“»[20].
- Норман Подгорец, редактор журнала Commentary, заявил, что не думает, что Нетаньяху сможет полностью остановить мирный процесс, но ожидает гражданской войны между Палестинской администрацией и ХАМАС после создания палестинского государства, которая затем будет использована Сирией и другими враждебными арабскими государствами для вмешательства в «Палестину» и начала новой войны с Израилем, чтобы «сделать последнюю попытку стереть еврейское государство с карты мира»[19].

## После выборов
Спикером Кнессета стал депутат от партии Ликуд Дан Тихон.
Партия Ликуд, несмотря на победу на выборах премьер-министра своего лидера, и её союзники, Гешер и Цомет, проиграли выборы в Кнессет партии Авода, получив всего 32 места против 34 у Аводы.
Цель укрепления позиций премьер-министра, которую намеревались достигнуть путём проведения отдельных выборов главы правительства, также провалилась, поскольку на выборах обе основные партии потеряли около десяти мест по сравнению с выборами 1992 года (Ликуд занял лишь 24 из 32 мест, полученных им в составе альянса), поскольку многие отдали свои голоса более мелким партиям, в первую очередь религиозным. Авода получила 818 570 голосов против 1,47 миллиона, набранным Пересом, в то время как альянс Ликуд–Гешер–Цомет получил ещё меньше — 767 178 против 1,50 миллиона у Нетаньяху.
Имея всего 32 места, альянс Ликуд-Гешер-Цомет был на тот момент самой малочисленной в политической истории Израиля фракцией, возглавлявшей правительство (предыдущим минимальным показателем были 40 мест партии «Мапай» на выборах 1955 года; позднее этот антирекорд побила Кадима на выборах 2006 года, став крупнейшей партией всего с 29 местами, а затем Ликуд, получив на выборах 2009 года 27 мест (2-е место Кадима с 28 местами), но сумев сформировать правительство. Это означало, что Нетаньяху пришлось сформировать коалицию с более мелкими партиями, включая Национальную религиозную партию, Исраэль ба-Алия, «Третий путь» и ультраортодоксальными партиями ШАС и «Яхадут ха-Тора», чья финансовая политика (щедрые детские пособия и государственное финансирование религиозной деятельности) прямо противоречила капиталистическим взглядам Нетаньяху.
Перед Нетаньяху стояло несколько проблем: левые утверждали, что мирный процесс продвигается слишком медленно, но подписание Хевронских соглашений и Уай-риверского меморандума также вызвало у него проблемы с правыми. В январе 1998 года партия Гешер вышла из альянса с Ликудом и из правительства. В 1999 году Нетаньяху был вынужден назначить досрочные выборы из-за проблем с принятием государственного бюджета.